# Pharomachrus
Pharomachrus (Quetzals) is een geslacht van vogels uit de familie trogons (Trogonidae).

## Soorten
Het geslacht kent de volgende soorten:
- Pharomachrus antisianus – Kuifquetzal
- Pharomachrus auriceps – Goudkopquetzal
- Pharomachrus fulgidus – Santamartaquetzal
- Pharomachrus mocinno – Quetzal
- Pharomachrus pavoninus – Pauwquetzal